# El Negrito
El Negrito es un municipio del departamento de Yoro en la República de Honduras.

## Toponimia
Su nombre proviene de una abundancia de este árbol en la región.

## Límites
| Orientación | Límite                         |
| ----------- | ------------------------------ |
| Norte       | Municipio de Tela, Atlántida   |
| Sur         | Municipio de Santa Rita, Yoro  |
| Sur         | Municipio de Victoria, Yoro    |
| Este        | Municipio de Morazán, Yoro     |
| Oeste       | Municipio de El Progreso, Yoro |

## Historia
Reseña Historia De El Negrito, Yoro
Municipio de: El Negrito; Departamento: Yoro. Honduras C.A.

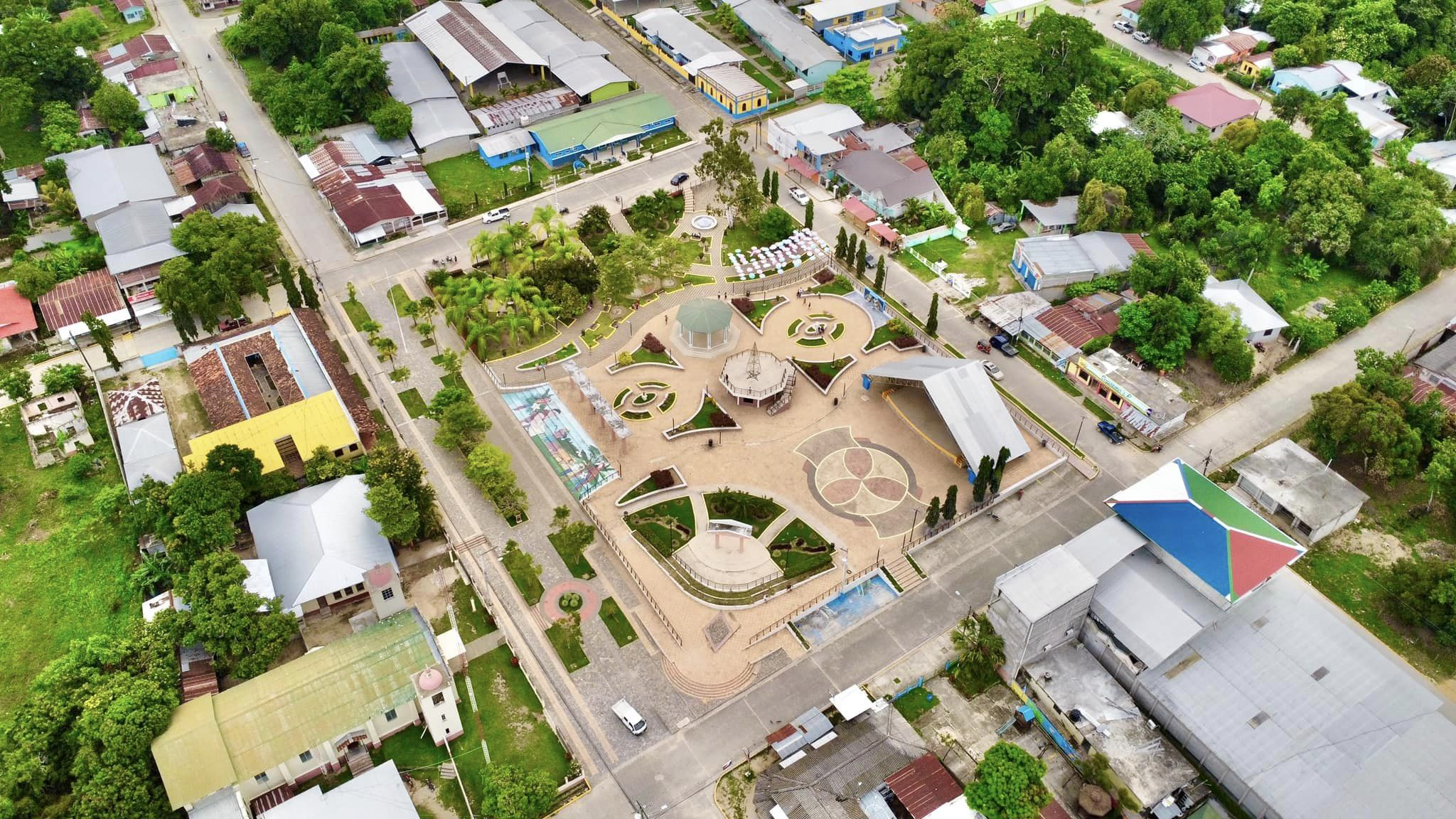
Toma aérea de la Plaza Central

El Municipio de El Negrito, Yoro data Fecha de creación: Se supone que su fundación
fue en 1843, no existe ningún documento. En 1893 era uno de los Distritos que formó 
el departamento de Cortés; en 1894 se separó de Cortés y de nuevo formó parte de Yoro.
Límites: Al Norte, Municipio de Tela, al sur Municipios de Santa Rita y Victoria, al este,
Municipio de Morazán y al oeste, Municipio de El Progreso.  Extensión Superficial: 524.6 km², 
dicho pueblo inicialmente se explotó mucho su riqueza forestal, aunque también es de vocación agrícola -ganadera. 
La celebración de la feria patronal se hace el día 16
de julio en honor a la Virgen del Carmen donde desde los tiempos de los primeros
habitantes se preparan eventos tradicionales como el desfile de carrozas y jinetes
montados a caballo, se elige la reina de la feria y se corona, corridas de toros, actos
culturales, festivales de canto, carreras de cintas y las celebraciones religiosas con
procesiones con la imagen y misas por todos los barrios, colonias y aldeas del pueblo.
Los Municipios de Santa Rita y El progreso formaron parte de las aldeas del distrito de
El Negrito que según algunos narradores de nuestra historia en algún momento se llamó
la Villa del Carmen y su primer alcalde fue de origen nicaragüense. Su nombre actual
se debe a la abundancia de árboles de negrito, se cuenta que los primeros habitantes
se suministraban del vital líquido del agua en los pozos que aún conservan su estructura
en Barrio Guanacaste del casco urbano de este municipio. La mayor parte de sus gente
se dedica al trabajo de la agricultura y ganadería siendo estos los principales rubros
para el acceso de alimentos de la población, el negrito actualmente cuenta con una
población aproximadamente de 53,000 habitantes que están distribuidos en 11 Barrios,
16 colonias y 57 aldeas según últimos datos catastrales del 2006.El negrito debido a ver
sido distrito que concentraba los municipios de Progreso y Santa Rita tiene una
geografía especial que lo hace tener dos valles ideales para el cultivo el primero es
donde está ubicado su casco urbano el valle de oloman y el segundo es que el sector
colindante con el progreso y el municipio de Tela es parte de la tierras fértiles del valle
de sula en que se encuentran aldeas como: la 36,la 35,guaymon 1 y 2, el aguacate , las
delicias , toyos, el naranjo, batan , centro poblado, buena vista, Las golondrinas ,Las
flores, estero de indio, campo pajuil, la 29, la 28,Pavón 1y 2 , la 34 , et c; a todo este
conjunto de comunidades pertenecientes al negrito se le llama Guaymas ubicadas en
este valle donde todo actividad económica y productiva paga impuestos en el negrito
pero fortalece los mercados del municipio de El Progreso Yoro. También cabe destacar
que en nuestro pueblo hay grupos étnicos en la Aldea El Pate y la aldea de Zacate Te
esta última ubicada en la zona alta del municipio.
El Municipio de El Negrito actualmente enfrenta grandes retos en este nuevo siglo que
es derrotar la pobreza de nuestra gente, buscando que se mejore la calidad de vida
brindando una seguridad alimentaria en dos vías en el acceso y la producción de los
alimentos. La mayoría de las familias pobres de este pueblo son aquellas que viven del
sub empleo o que depende de un jornal diario que solo cubre el 44% de las necesidades,
mejorar la calidad de educación y facilitar el acceso. Un sistema de salud eficiente y
mejorar cobertura, protección de las micro cuencas y mejora de la calidad del agua,
Construcción de alcantarillado sanitario, mejora de la infraestructura vial, educativa y de
salud, entre otros temas que también son fundamentales..

## Economía
Lo que caracteriza a nuestra gente es el cultivo de maíz en el valle Oloman todos los
derivados de elote son platillos muy tradicionales en la mesa de los habitantes de El
Negrito, que también produce leche; carnes (RES; CERDO; POLLO, PESCADO).

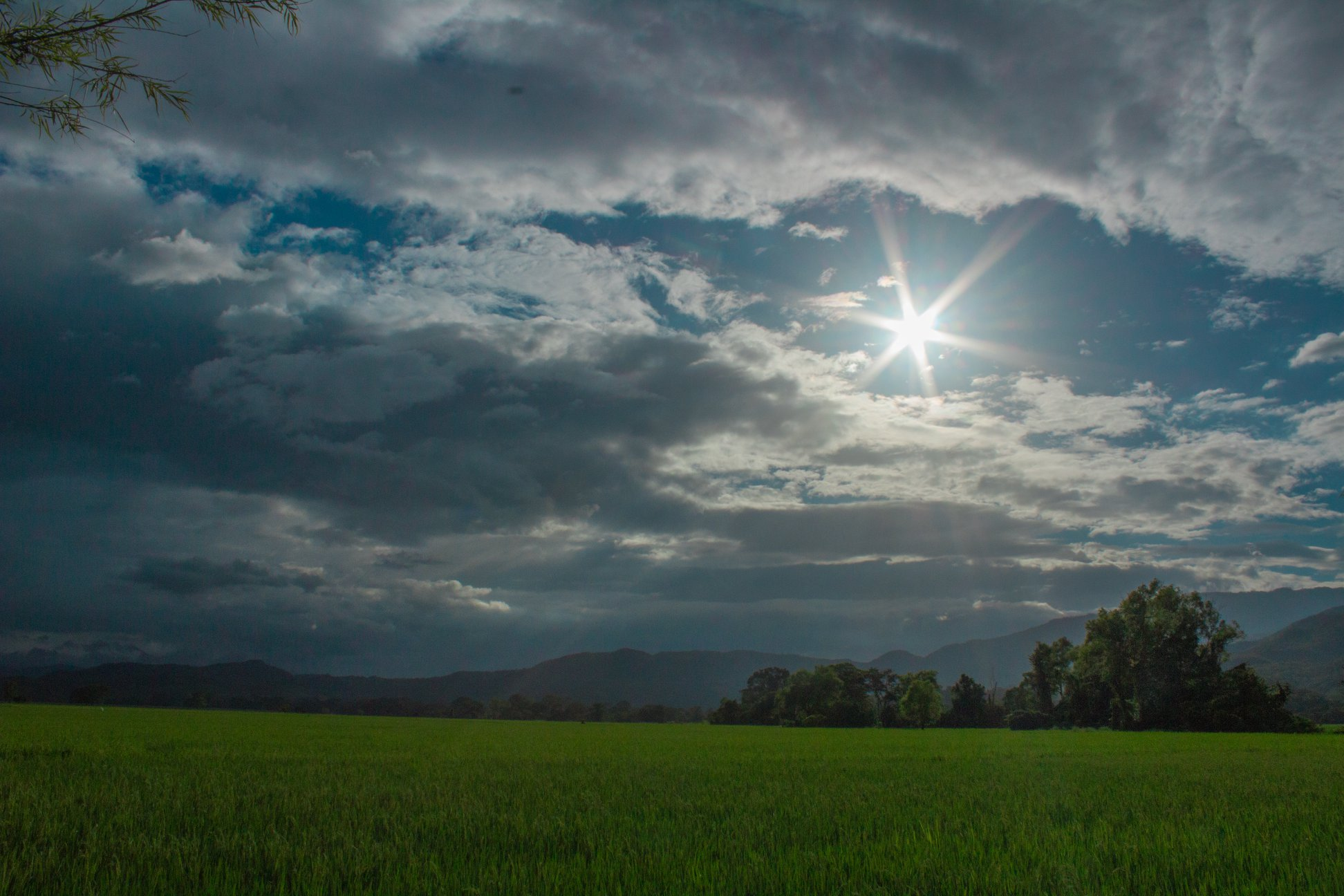
Representación del cultivo de arroz en la comunidad de Guangolola N° 2 El Negrito, Yoro

En este valle también se produce la mejor variedad de arroz en Honduras, se cultiva el
plátano de calidad de exportación, cítricos, sandías, aguacate, caña de azúcar y en las
zonas altas de valle de Oloman encontramos una tradición muy exquisita que es la sopa
de gallina y la gallina en arroz de maíz es un plato muy especial para nuestra gente en
la zona alta que produce café, frijoles y maíz en menor escala . otra actividad que marca
el acceso de nuestra gente son las remesas familiares enviadas desde los estados
unidos de Norteamérica, en el sector Guaymas la actividad principal es el cultivo de
palma áfrica y el procesamiento convirtiéndolo en aceite; margarina y manteca, maíz y
ganadería en menor escala, son los principales rubros de este sector perteneciente al
Valle de Sula.

## Deportes
La Ciudad cuenta con el Club Deportivo Atlético Junior que juega en la Liga De Ascenso. También, desde el año 2000 existen las ligas federadas Mayor e Intermedia, tercera y cuarta categoría nacional respectivamente. Los clubes más importantes han sido Halcón, Águila, Atlético Negriteño, Atlético Junior, Meseta FC, Tatumbla FC, Parma, La Unión de El Salitre, Super Estrella, La Haciendita, Carcel Vox, San José, entre otros. 

## División Política
Aldeas: 27 (2013)
Caseríos: 188 (2013)
| Código | Aldea                                    |
| ------ | ---------------------------------------- |
| 180301 | El Negrito                               |
| 180302 | Battán                                   |
| 180303 | Campo Paujil                             |
| 180304 | Campo Perdiz                             |
| 180305 | Cerro Prieto N.º 1                       |
| 180306 | Cerro Prieto N.º 2                       |
| 180307 | El Jocomico                              |
| 180308 | El Junco                                 |
| 180309 | El Naranjo                               |
| 180310 | El Pate                                  |
| 180311 | El Robledal                              |
| 180312 | El Rodeo                                 |
| 180313 | Estero Indio                             |
| 180314 | Finca Treinta y Cinco                    |
| 180315 | Finca Treinta y Seis                     |
| 180316 | Guaymón                                  |
| 180317 | La Laguna                                |
| 180318 | La Majada                                |
| 180319 | La Veinte y Nueve                        |
| 180320 | La Veinte y Ocho                         |
| 180321 | Las Delicias                             |
| 180322 | Nueva San Antonio                        |
| 180323 | Samar                                    |
| 180324 | San Jerónimo                             |
| 180325 | San José del Negrito                     |
| 180326 | Toyos                                    |
| 180327 | Villa del Carmen o Finca Treinta y Siete |
|        | Guangolola 1                             |
|        | Guangolola 2                             |